# Хармония (митология)
Вижте пояснителната страница за други значения на Хармония.
Хармония (на старогръцки: Ἁρμονίαв, Harmonia) в древногръцката митология е богиня на хармонията и разбирателството. В римската митология съответства на богинята Конкордия.
Хармония става съпруга на Кадъм и ражда от него Полидор, Автоноя, Ино, Семела, Агава и Илирий (роден в страната Илирия, наречена на негово име).

## Легенди
Според някои митове Хармония е от остров Самотраки и е дъщеря на Зевс и Електра – океанида, дъщеря на Океан и Тетида. Според други митове Хармония е дъщеря на бога на войната Арес и богинята на любовта и красотата Афродита, която, зачевайки Хармония, изневерява на съпруга си – бога ковач Хефест.
Хармония е жена на Кадъм – първия цар на град Тива в Беотия,  финикиец по произход и брат на Европа, любима на Зевс. Боговете, които присъстват на сватбата на Кадъм и Хармония, ги даряват щедро. Сред подаръците им са скъпоценна дреха за Хармония, изтъкана лично от Атина Палада, и огърлица, изработена от Хефест. Този прелестен накит става впоследствие извор на нещастия за притежателите си.
Хармония е взета от Кадъм за жена, след като той убива свещения дракон на Арес, обитаващ земите на бъдещия град, заради което е подложен на очищение, състоящо се в едногодишна служба в полза на този бог. В края на живота си сред хората Кадъм и Хармония са превърнати в дракони от Зевс, който ги изпраща в този вид към Елисейските полета. Според Хигин те са наказани с тази метаморфоза от Арес заради убийството на неговия дракон. От посетите зъби на това чудовище поникват войните спартиати.
Междувременно Кадъм и Хармония заминават за северната част на Балканския полуостров, за да помогнат на племето енхелейци, които се оплакват от чести нападения от страна на населението на страната, станала (според легендата едва по-късно) известна като Илирия. Енхелейците придумват тиванските владетели да им сътрудничат, като им обявяват, че оракул е предсказал победи на енхелейското оръжие, ако именно те им станат предводители. Предсказанието се сбъдва и синът им Илирий ги наследява там, но за сметка на това в Тива, властта над която е предоставена на другите им потомци, настъпват зловещи раздори между почитателите на Зевс и Арес и тези на Дионис.